# Johann Georg (Ortenburg)

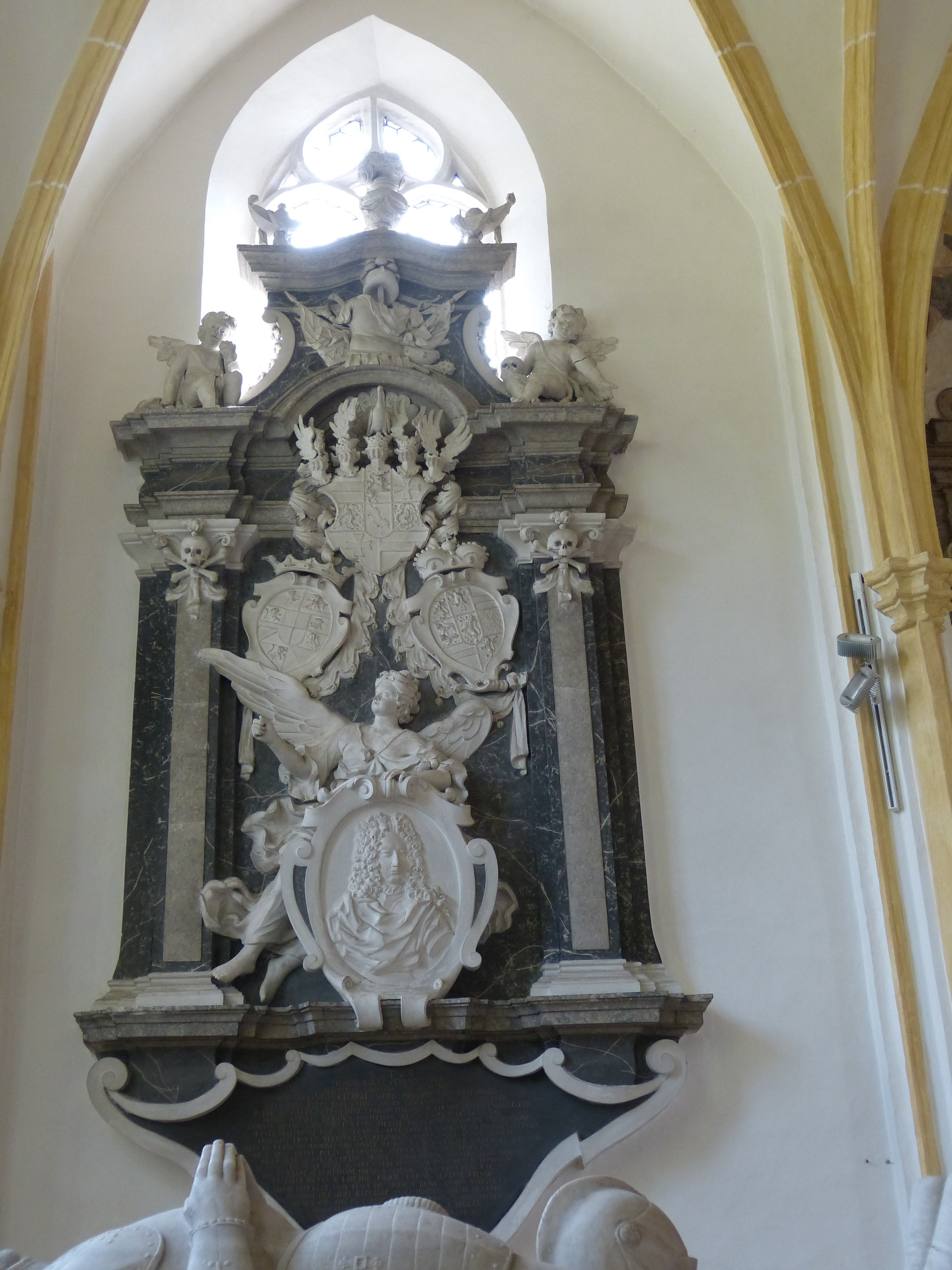
Epitaph des Grafen Johann Georg in der Marktkirche Ortenburg

Reichsgraf Johann Georg von Ortenburg (* 14. November 1686 in Ortenburg; † 4. November 1725 ebenda) war der älteste Sohn von Graf Georg Philipp von Ortenburg und Gräfin Amalia Regina von Zinzendorf und Pottendorf und der einzige, der zum Erwachsenenalter heranwuchs. Er entstammte dem niederbayerischen Adelshaus Ortenburg. Nach dem Tod seines Vaters 1702 übernahm Johann Georg die Regentschaft, bis zu seiner Volljährigkeit im Jahre 1706 jedoch unter der Vormundschaft seiner Mutter. Seine Regierungszeit wurde überschattet vom Spanischen Erbfolgekrieg.

## Leben und Wirken

### Jugend
Johann Georg wurde am 14. November 1686 in Ortenburg, der reichsunmittelbaren Grafschaft, geboren. Er hatte einen jüngeren Bruder namens Albrecht Friedrich, der jedoch bereits im Alter von 4 Monaten und 2 Tagen verstarb. Somit war Johann Georg der einzige lebende männliche Nachkomme eines Ortenburger Grafen und wurde dadurch zum Stammhalter des Geschlechtes.
Als sein Vater am 5. Mai 1702 auf Schloss Alt-Ortenburg verstarb, wurde Johann Georg der offizielle Erbe. Da er jedoch mit seinen 15½ Jahren noch minderjährig war, war er noch nicht regierungsfähig. Seine Mutter Gräfin Amalia Regina erreichte es, die Vormundschaft über ihn vom Kaiser verliehen zu bekommen.
Amalia Regina versuchte, ihrem Sohn das väterliche Erbe so gut zu verwalten und zu behüten, wie es nur ging. Dies war keine leichte Aufgabe, insbesondere angesichts des wütenden Spanischen Erbfolgekrieges zwischen Bayern und Frankreich gegen Österreich. Johann Georgs Mutter gilt aber bis heute als Wohltäterin Ortenburgs. So gelang ihr während ihrer kurzen Vormundschaft, den seit 1698 andauernden Streit zwischen dem Grafengeschlecht und den Untertanen der Grafschaft beizulegen. Ebenso führte sie 1703 die allgemeine Schulpflicht und die Konfirmation ein. Des Weiteren ließ Amalia Regina das Schulhaus von 1573 sanieren und die Kirche 1706 umgestalten.
Der Gräfin ist es hoch anzurechnen, dass Ortenburg im bis 1714 andauernden Erbfolgekrieg als neutral angesehen wurde. Es gab lediglich eine kriegerische Handlung zu Kriegsbeginn, in die Ortenburg verwickelt war. Im Jahre 1703 drangen kaiserliche und sächsische Truppen von Passau her in Niederbayern ein. Angeführt wurden sie vom kaiserlichen General Graf von Schlick und dem sächsischen General von Schulenberg. Am 2. April rückten beide mit drei Kolonnen durch den Neuburger Wald in die kleine Grafschaft vor. Die 40 kurfürstlich-bayerischen Männer auf dem Marktplatz Ortenburgs ergaben sich umgehend der feindlichen Übermacht und gingen in Gefangenschaft. Auch Schloss Alt-Ortenburg wurde vom kaiserlichen Heer rasch eingenommen. Nach einem Tag Rast in der Grafschaft zog das Heer weiter in Richtung Vilshofen. Die kleine Grafschaft blieb, im Gegensatz zum bayerischen Umland, fortan vom weiteren Kriegsgeschehen verschont.
Um den jungen Johann Georg vor dem Kriegsdienst für Kaiser und Krone zu schützen, sandte ihn die fürsorgliche Mutter Amalia Regina zu Bildungszwecken in das Vereinigte Königreich.

### Regierungszeit
Mit seinem 20. Geburtstag wurde Johann Georg von Kaiser Joseph I. für volljährig erklärt. Zwei Tage zuvor, am 12. November 1706, hatte er bereits die Geschäfte von seiner Mutter übernommen. Die offizielle Belehnung mit der Reichsgrafschaft und der dazugehörenden Blutgerichtsbarkeit fand am 3. August 1707 auf Schloss Alt-Ortenburg statt.
Johann Georg führte die Erbansprüche auf die Grafschaften von Kriechingen in Luxemburg und Püttingen in Lothringen fort. Die männlichen Grafenlinien von Kriechingen und Püttingen waren 1681 bzw. 1697 ausgestorben. Schon Graf Georg Philipp erhob daraufhin Erbansprüche aufgrund seiner Mutter, Johann Georgs Großmutter. Diese, Gräfin Dorothea, war geborene Gräfin von Kriechingen und Püttingen und Gemahlin des Grafen Georg Reinhard. Um seine Ansprüche weiter zu verdeutlichen, fügte Johann Georg im Jahre 1713 den Namenszusatz „Graf zu Criechingen und Püttingen“ zum bisher geführten Titel „des Hl. Römischen Reichs Graf zu Orttenburg des älteren Geschlechts“ hinzu. Des Weiteren erweiterte er das Ortenburger Anspruchswappen zum Großen Anspruchswappen für die Grafschaften Ortenburg und Sternberg in Kärnten, auf die die Ortenburger seit 1467 Erbansprüche stellten, und die Grafschaften Kriechingen und Püttingen und dem Ortenburger Wappen in der Mitte aufgesetzt. Die offizielle Titelmehrung fand laut Heinz Pellender erst am 16. Oktober 1741 statt, jedoch führte Johann Georg bereits das gemehrte Wappen und den Titel in offiziellen Urkunden und Schreiben. Allerdings blieben die Bemühungen der bayerischen Grafen, die reichen luxemburgischen und lothringischen Grafschaften in Besitz zu nehmen, vergebens. Diese wurden nach jahrzehntelangem Streit den Grafen von Ostfriesland zugesprochen.
Am 4. Dezember 1725 starb Johann Georg im Alter von nur 39 Jahren in Ortenburg. Sein Nachfolger wurde sein noch nicht volljähriger Sohn Karl III. Die Vormundschaft für den jungen Grafen übernahm Johann Georgs Witwe Marie Albertine, eine Prinzessin von Nassau-Usingen. Sie versuchte, die Ortenburger Bevölkerung in ihrer isolierten Lage zwischen dem Kurfürstentum Bayern und dem Hochstift Passau zu stärken, und bemühte sich zunächst bei Kurfürst Karl Albrecht und später bei der Regierung in Landshut, das Bürgerrecht für ihre Untertanen zu erlangen. Der Vizedom von Landshut befürwortete dies, jedoch kam es nie zu einer Verleihung des Bürgerrechts für die ortenburgische Bevölkerung.

### Bemerkenswertes
Aus den beiden Ehen Johann Georgs entsprangen elf Kinder. Dies ist eine beachtliche Zahl, auch aufgrund seines sehr frühen Ablebens. Lediglich sein Vorfahr Sebastian I. mit 13 und sein Sohn Karl III. mit 14 Kindern übertrafen Johann Georgs Kindersegen im Hause Ortenburg. Trotz seiner großen Kinderzahl erreichte nur einer seiner vier Söhne das Erwachsenenalter, Karl III.

## Nachkommen
Johann Georg war zweimal verheiratet.
Der 1. Ehe mit Susanne Louise Gräfin von Zinzendorf und Pottendorf (1690–1709) entstammte ein Kind:
- Georg Ludwig (* 4. März 1708 in Ortenburg; † 2. April 1709 ebenda)

Der 2. Ehe mit Maria Albertina Prinzessin von Nassau-Usingen (1686–1768) entstammten folgende Kinder:
- Charlotta Wilhelmina (* 5. Januar 1711 in Ortenburg; † 29. März 1778 ebenda)
- Friderica (* 1. Februar 1712 in Ortenburg; † 23. Mai 1758 in Remlingen), ⚭ Wolfgang Georg II. (* 20. November 1689 in Remlingen; † 22. Oktober 1735 ebenda) Graf und Herr zu Castell zu Remlingen
- Georg (* 12. Januar 1713 in Ortenburg; † 25. März 1715 ebenda)
- Sophia Augusta (* 8. Januar 1714 in Ortenburg; † 15. März 1714 ebenda)
- Karl III. (* 2. Februar 1715 in Ortenburg; † 1. März 1776 ebenda) Graf von Ortenburg (1725-1776), ⚭ Louisa Sophia (* 2. April 1719 auf Schloss Grehweiler; † 27. November 1756 in Ortenburg) Wild- und Rheingräfin zu Stein
- Henriette Albertina (* 21. Januar 1716 in Ortenburg; † 25. April 1784 ebenda)
- Sophia Maria (* 11. Mai 1717 in Ortenburg; † 30. November 1790 ebenda)
- Heinrich (* 20. April 1719 in Ortenburg; † 4. April 1720 ebenda)
- Francisca Dorothea (* 16. Mai 1720 in Ortenburg; † 29. Mai 1777 ebenda)
- Augusta Johannetta (* 27. August 1721 in Ortenburg; † 25. März 1755 ebenda)